# کلاوردیل، شهرستان لاودردیل، آلاباما
کلاوردیل (به انگلیسی: Cloverdale) یک منطقهٔ مسکونی در ایالات متحده آمریکا است که در شهرستان لاودردیل، آلاباما واقع شده‌است. کلاوردیل ۱۸۱٫۹۷ متر بالاتر از سطح دریا واقع شده‌است.